# Bill Crawford (cầu thủ bóng đá)
William Alfred Crawford (8 tháng 5 năm 1872 – 1955) là một cầu thủ bóng đá người Anh thi đấu ở vị trí tiền đạo tầm xa.